# James Mason
James Neville Mason (ur. 15 maja 1909 w Huddersfield, zm. 27 lipca 1984 w Lozannie) – brytyjski aktor.
Laureat Złotego Globu dla najlepszego aktora w filmie komediowym lub musicalu za rolę Normana Maine’a w dramacie muzycznym George’a Cukora Narodziny gwiazdy (1954).
Zanim stał się gwiazdą Hollywood, odniósł znaczny sukces w kinie brytyjskim. Był największą atrakcją kasową w Wielkiej Brytanii w latach 1944−1945; do jego brytyjskich filmów należą Siódmy welon (1945) i Zła dama (1945). Zagrał w dramacie noir Carola Reeda Niepotrzebni mogą odejść (1947), pierwszym zdobywcy nagrody BAFTA dla najlepszego filmu brytyjskiego.
W ciągu całej swojej kariery był nominowany trzykrotnie do Oscara, trzykrotnie do Złotego Globu dwukrotnie do nagrody BAFTA i do Nagrody Saturna. Po jego śmierci w 1984 jego prochy złożono w pobliżu grobowca jego bliskiego przyjaciela, angielskiego aktora Sir Charliego Chaplina.
8 lutego 1960 otrzymał własną gwiazdę w Alei Gwiazd w Los Angeles znajdującą się przy 6821 Hollywood Boulevard.
Występował na Broadwayu w roli Dawida w przedstawieniu Batszeba (1947) i jako Frank w spektaklu Uzdrowiciel wiary (1979).

## Filmografia
- 1943: Szary lord (The man in Grey)
- 1944: Fanny by Gaslight
- 1945: The Seventh Veil
- 1945: Niedobra pani (The Wicked Lady)
- 1946: Niepotrzebni mogą odejść (Odd Man Out)
- 1948: Osaczona (Caught)
- 1949: Pani Bovary (Madame Bovary) (jako Gustaw Flaubert)
- 1949: The Reckless Moment
- 1949: East Side, West Side
- 1951: Pandora i Latający Holender (Pandora and the Flying Dutchman)
- 1951: Pustynny Lis (The Desert Fox: The Story of Rommel (jako Erwin Rommel)
- 1952: Kryptonim Cicero (5 Fingers)
- 1952: Więzień Zendy (The Prisoner of Zenda)
- 1953: Botany Bay
- 1953: Człowiek w połowie drogi (The Man Between) jako Ivo Kern
- 1953: Juliusz Cezar (Julius Caesar) (jako Brutus)
- 1953: Szczury pustyni (The Desert Rats) (jako Erwin Rommel)
- 1954: Narodziny gwiazdy (A Star is Born)
- 1954: 20 000 mil podmorskiej żeglugi (20.000 Leagues Under the Sea) (jako kapitan Nemo)
- 1954: Niezłomny wiking (Prince Valiant) (jako książę Valiant)
- 1957: Wyspa w słońcu (Island in the Sun)
- 1959: Podróż do wnętrza Ziemi (Journey to the Center of the Earth)
- 1959: Północ, północny zachód (North by Northwest)
- 1960: Małżeńska karuzela (The Marriage-Go-Round)
- 1962: Lolita
- 1963: Upadek Cesarstwa Rzymskiego (The Fall of the Roman Empire)
- 1964: Zjadacz dyń (The Pumpkin Eater)
- 1964: Czyngis chan (Genghis Khan)
- 1965: Lord Jim
- 1965: Błękitny Max (The Blue Max)
- 1966: Georgy Girl
- 1968: Mewa (The Seagull)
- 1970: Zimny pot (Cold Sweat)
- 1971: Bad Man's River
- 1973: Człowiek Mackintosha (The Mackintosh Man)
- 1973: Ostatnie słowo Sheili (The Last of Sheila)
- 1974: Wielkie nadzieje (Great Expectations)
- 1974: Marsylski kontrakt (The Marseille Contract)
- 1975: Autobiography of a Princess
- 1975: Mandingo
- 1977: Żelazny Krzyż (Cross of Iron)
- 1977: Jezus z Nazaretu (miniserial) jako Józef z Arymatei
- 1978: Chłopcy z Brazylii jako  Eduard Seibert (The Boys from Brazil)
- 1978: Niebiosa mogą zaczekać (Heaven Can Wait)
- 1978: Krwawa linia (Bloodline)
- 1979: Miasteczko Salem (Salem’s Lot)
- 1979: Akcja na Morzu Północnym (North Sea Highjack)
- 1981: Zło czai się wszędzie (Evil under the Sun)
- 1982: Ivanhoe
- 1982: Werdykt (The Verdict)
- 1983: Żółtobrody (Yellowbeard)
- 1985: Franciszkanie w ruchu oporu (The Assisi Underground)
- 1985: Polowanie (The Shooting Party)
- 1985: Dr. Fischer of Geneva

## Nagrody
- Złoty Glob 1955: Narodziny gwiazdy (Najlepszy aktor w komedii lub musicalu)